# 祁𡎴

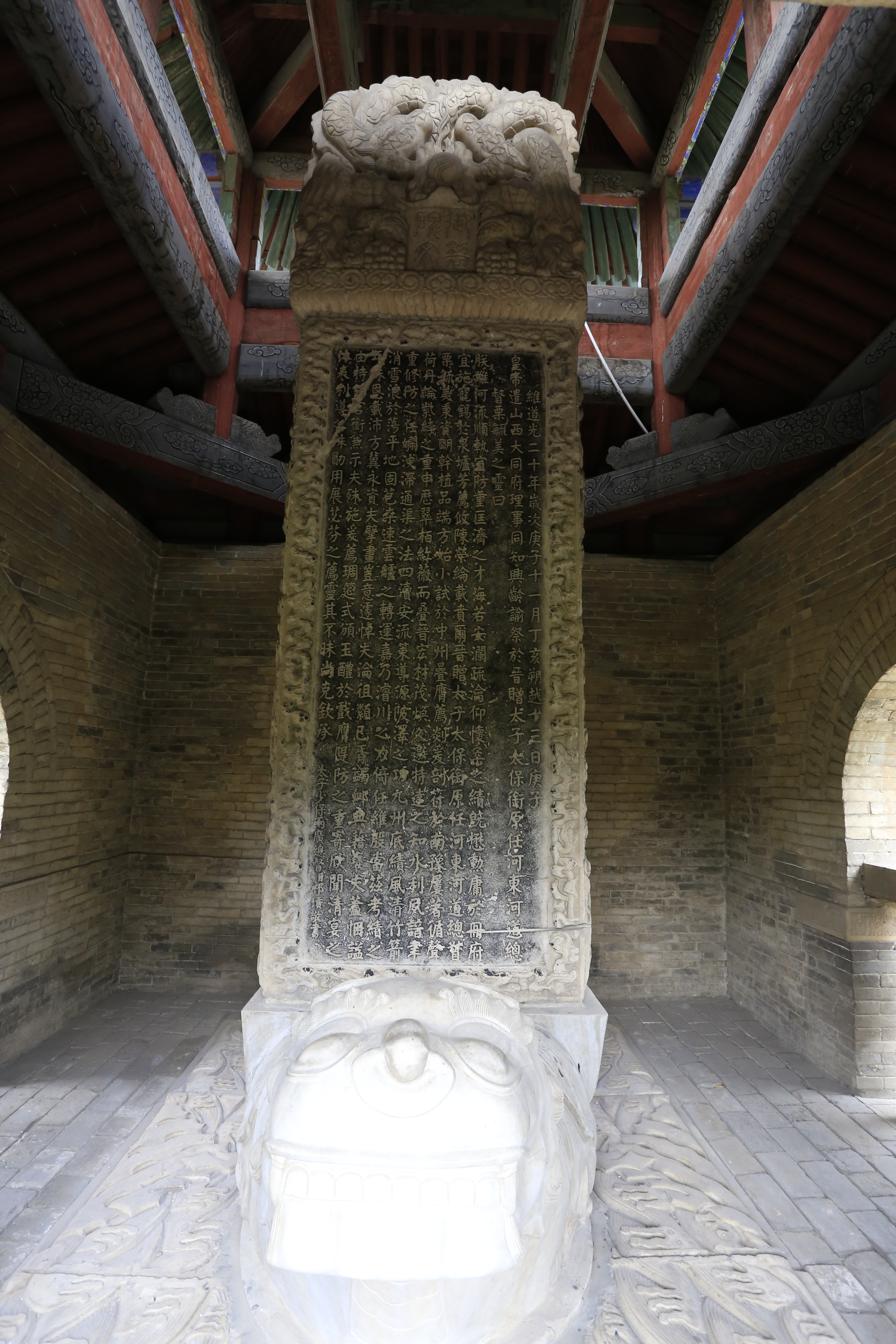
山西渾源栗毓美墓石碑，祁𡎴書碑文

祁（1777年—1844年），字竹轩，又字宗庵、寄庵，山西高平人，清朝官員，同進士出身。

## 生平
乾隆乙卯科举人，嘉庆元年（1796年）中进士三甲第二名，授刑部主事。嘉庆九年八月初八（1804年9月11日）由刑部员外郎调任廣西學政。歷官浙江按察使、贵州布政使、刑部右侍郎、广西巡抚等。道光十三年（1833年）广东巡抚，道光十五年（1835年）兼署两广总督。道光十八年（1838年）调任刑部尚书。鸦片战争爆发后，被派往广东督办粮饷，抗擊英軍，不久接替琦善，擔任两广总督。卒於任內，死后谥恭恪。